# 가쓰시카군

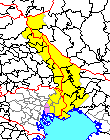
가쓰시카군

가쓰시카군(일본어: 葛飾郡)은 도쿄부·사이타마현·지바현·이바라키현에 있던 군이다. 중세에는 시모사국에 속했으며, 서쪽으로 무사시국과 접했다. 가쓰시카는 고대부터 이어져온 지명이다.
에도 시대 초기에 서쪽 절반이 분할되어 무사시국으로 관할이 옮겨져 무사시국 가쓰시카군이 발족했다. 1878년 군구정촌 편제법의 제정으로 같은 해 일부가 히가시카쓰시카군, 니시카쓰시카군, 미나미카쓰시카군이, 이듬해 1879년에 잔여부가 기타카쓰시카군과 나카카쓰시카군이 되면서 소멸하였다.

## 군역
현재의 행정 구역 상으로 다음 지역에 해당한다.
도쿄도
- 가쓰시카구 전역
- 에도가와구 (공유수면 매립지 제외)
- 스미다구 일부
- 고토구 일부
- 아다치구 일부

지바현
- 마쓰도시 일부
- 노다시 일부
- 나가레야마시 전역
- 이치카와시 (공유수면 매립지 제외)
- 우라야스시 (공유수면 매립지 제외)
- 가시와시 일부
- 가마가야시 일부
- 후나바시시 일부

사이타마현

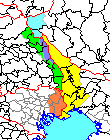
5개 군으로 분할된 가쓰시카군. 주황: 미나미카쓰시카군, 초록: 기타카쓰시카군, 녹색: 나카카쓰시카군, 노랑: 히가시카쓰시카군, 하늘색: 니시카쓰시카군

- 미사토시, 요시카와시, 삿테시, 기타카쓰시카군 마쓰부시정, 기타카쓰시카군 스기토정 전역
- 사이타마시 일부
- 고시가야시 일부
- 가스카베시 일부
- 구키시 일부
- 가조시 일부

이바라키현
- 사시마군 고카정 전역
- 사시마군 사카이정 일부
- 고가시 일부
- 반도시 일부

## 연혁
- 1878년
  - 11월 2일, 도쿄부 가쓰시카군 구역에 미나미카쓰시카군을, 지바현 가쓰시카군 구역에 히가시카쓰시카군을 발족했다. 도쿄 시가지 구역은 혼조구와 후카가와구에 편입되었다.
  - 12월 1일, 이바라키현 가쓰시카군 구역에 니시카쓰시카군을 발족했다.
- 1879년 3월 17일, 사이타마현 가쓰시카군 중 무사시국 구역에 기타카쓰시카군, 시모사국 구역에 나카카쓰시카군을 발족했다. 가쓰시카군은 소멸했다.

## 같이 보기
- 가쓰시카 신사
- 히가시카쓰시카군
- 니시카쓰시카군
- 미나미카쓰시카군
- 기타카쓰시카군
- 나카카쓰시카군
- 가쓰시카구